# Jean-Luc Pinol
Jean-Luc Pinol (1949, Khouribga, Maroc), est un historien français spécialiste d'histoire urbaine, professeur à l'ENS Lyon.

## Biographie
Après des études au lycée Descartes de Rabat et à l'université de Lyon, J.-L. Pinol passe l'agrégation d'histoire en 1973. Il est affecté au lycée de Laon, puis au lycée international de Ferney-Voltaire. Assistant (1979-1984), et maître de conférence (1984-1989) à l'université Lyon-II, il enseigne également à l'université Brown de Providence (RI). Docteur d'État en 1989, sa thèse sur les Mobilités... à Lyon de la fin du XIXe siècle à 1945 ouvre la voie à une étude des dynamiques urbaines qui prenne en compte la complexité des parcours individuels, met en relief l'importance phénomènes jusque-là négligés, tels les changements capillaires de domicile à l'échelle de l'agglomération, et le pose comme l'un des leaders de sa discipline.

Immédiatement nommé professeur à l'université Strasbourg II (1989-1997), puis à l'université de Tours (1997-2003), il est rappelé à Lyon pour prendre la direction de l'une des principales unités de recherche du CNRS en histoire, le LARHRA(2003-2010). Il assume parallèlement la direction de l'Institut des sciences de l'homme de Lyon (2007-2010) et une chaire d'histoire à l'Université Lyon-II. Depuis 2010 il est professeur d'histoire contemporaine à l'École normale supérieure de Lyon. De 2010 à 2013, il a dirigé le TGE Adonis,, grand équipement du CNRS chargé de la gestion des bases de données en lettres et sciences sociales. Chevalier de la Légion d'honneur (2013).

Il a présidé l'Association européenne d'histoire urbaine (1992-1994), et la Société française d'histoire urbaine (1998-2007). Il a dirigé l'Histoire de l'Europe urbaine (2003). Son approche, fondée sur la mise en œuvre de masses considérable d'informations individualisées, l'a conduit à jouer un rôle moteur pour l'introduction de l'informatique dans la recherche historique. C'est autour de ce thème qu'il a organisé le LARHRA et son enseignement à l'ENS. C'est aussi la base de son Atlas des Parisiens (avec Maurice Garden), fondé sur des dizaines de cartes informatisées représentant les phénomènes les plus divers à l'échelle la plus fine, dont le caractère novateur lui a valu le prix Ptolémée du Festival international de géographie de Saint-Dié  (2010).

## Publications
- Espace social et espace politique, Lyon à l'époque du Front populaire, Presses universitaires de Lyon, 1980, 215 p.
- Les Mobilités de la grande ville : Lyon fin XIXe-première moitié du XXe. Presses de la Fondation nationale de sciences politiques, Paris, 1991, 432 p.
- Le Monde des villes au XIXe siècle, Paris, Hachette, 1991, 232 p.
- Le Métier d'historien avec un ordinateur, Paris, Nathan, 1995, 240 p. (avec André Zysberg)
- Histoire de l’Europe urbaine de l’Antiquité à nos  jours, Seuil, Paris, 2003, 2 vol. Trad. en plusieurs langues étrangères. (direction)
- Atlas des Parisiens de la Révolution à nos jours, Parigramme, Paris, 2009,  288  p. (avec Maurice Garden)
- Seize promenades historiques dans Paris, Éditions du Détour, Paris, 2017,  272  p. (avec Maurice Garden)
- Convois : la déportation des Juifs de France, Éditions du Détour, Paris, 2019, 318 p.  (ISBN 979-1097079451)